# 直幡 (香港社會運動)
在香港，直幡是一種和平抗議的工具。

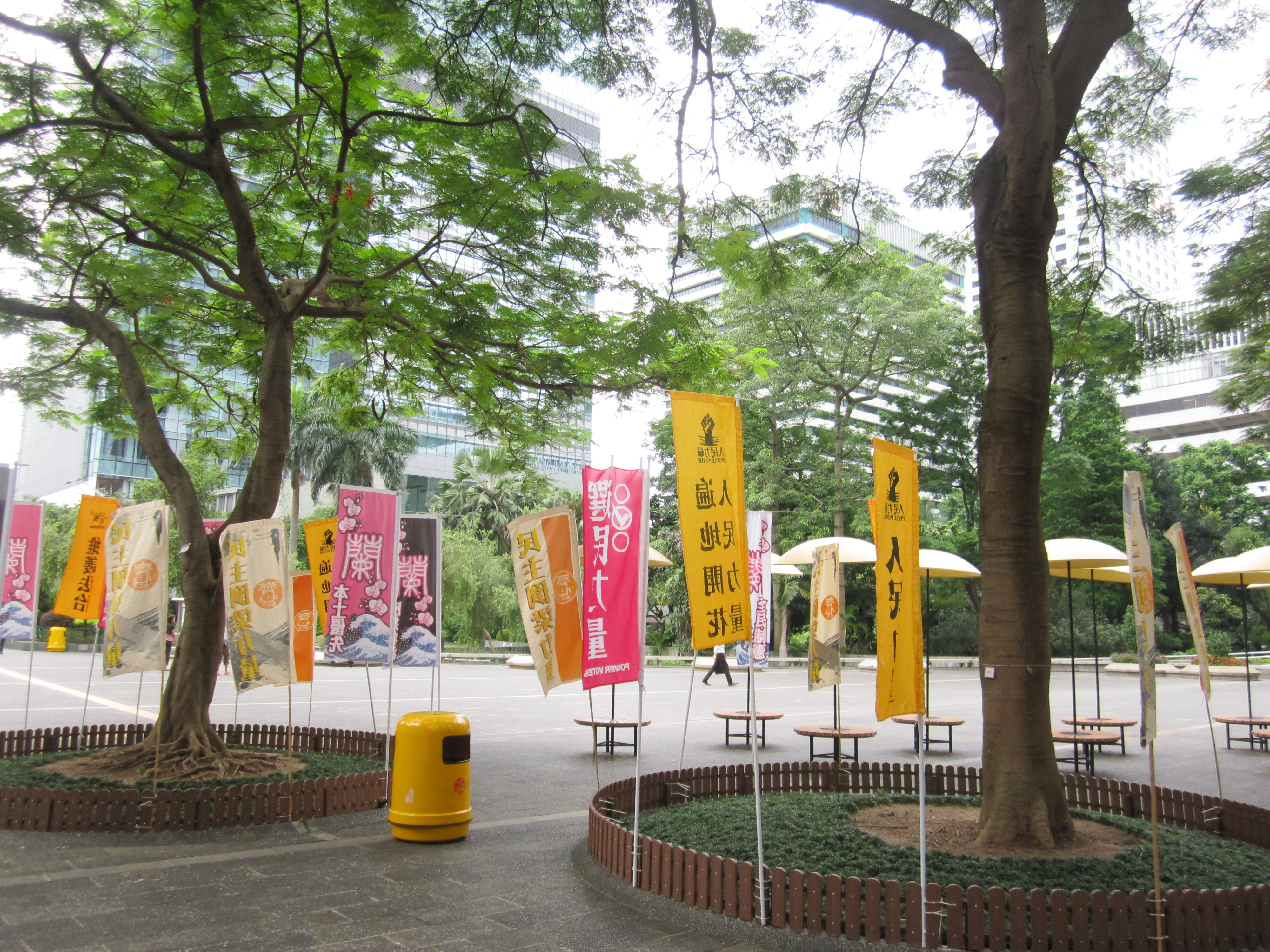
直幡有時會被用作選舉活動。2013年7月。

漢字傳統上是垂直書寫及從上到下閱讀。香港一直都有用大大小小的直幡。  較小的直幡有時會被用作選舉活動的材料或廣告。 人們可能還會偶爾看到直幡作為慶祝裝飾掛在路燈上。

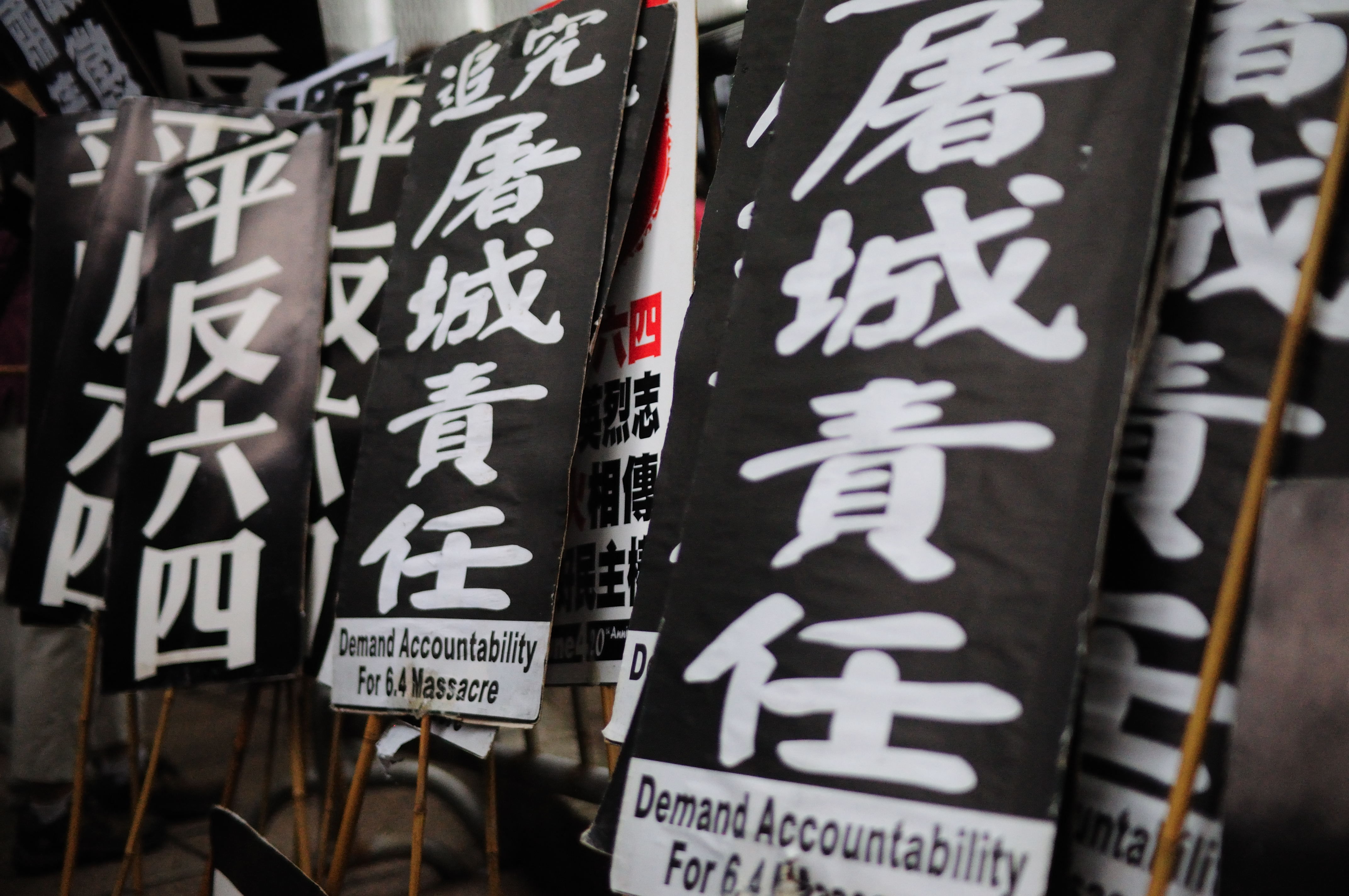
紀念六四天安門

在香港的大規模抗議和示威遊行中，香港示威遊行者會打平舉起長長的直幡。這些垂直幡標語大多是用廣東話和繁體中文所寫，但有時作者會用簡體中文表達貶義和對共產黨的不滿。 
自1989年以來在香港的天安門紀念遊行和活動中都會出現直幡，但2014年的雨傘運動標誌著香港山頭直幡運動的開始。 2014年的雨傘運動中，一群香港的攀岩人決定在獅子山上掛一幅30米長黃色直幡，並記錄在YouTube上。 當時有些香港市民都認為這是個玩笑。自那天以來，香港各地出現了更多的山頂直幡，和平地表達對香港政府及中國政權的不滿。

## 雨傘運動之前

### 1989年天安門廣場大屠殺

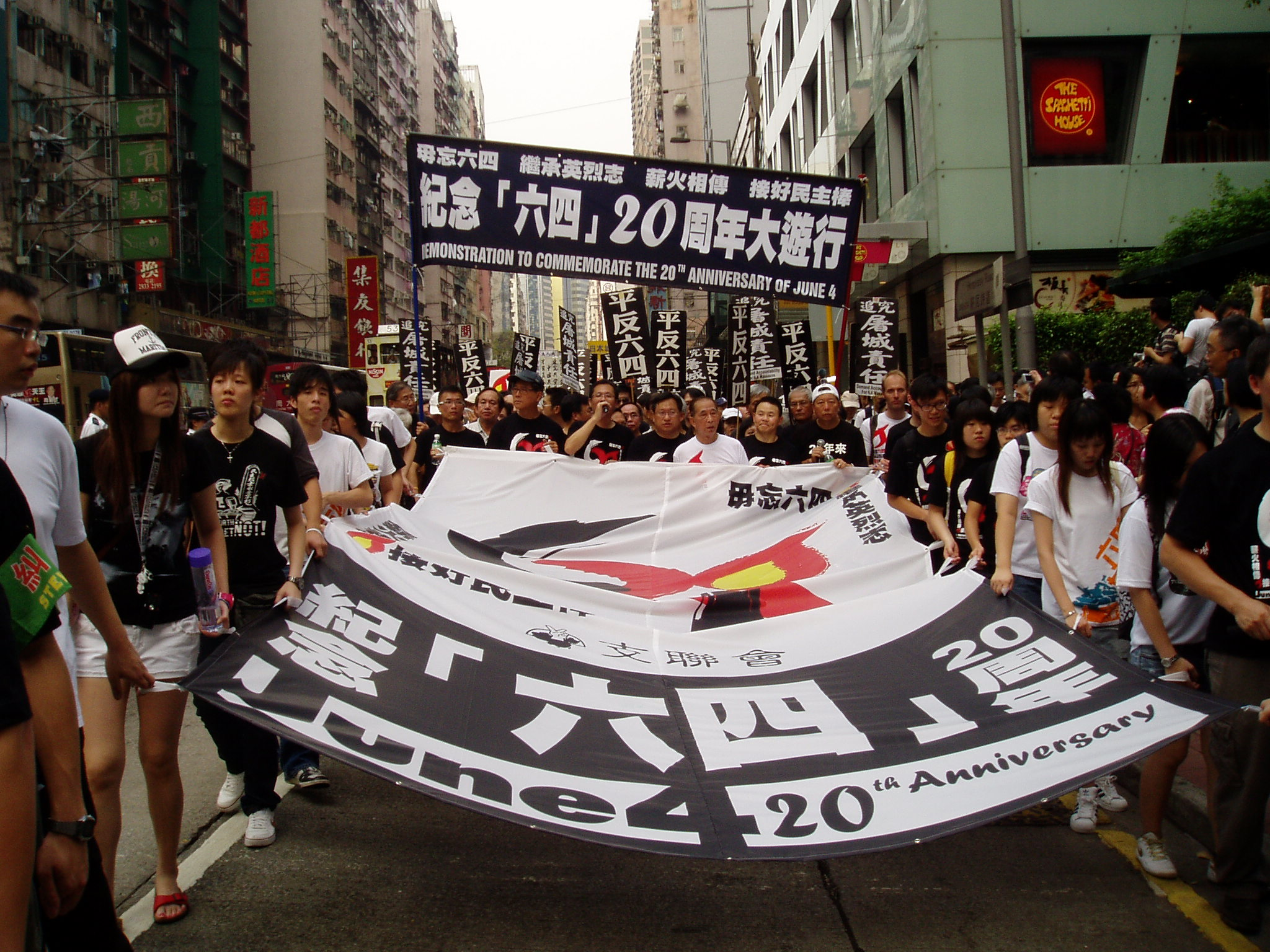
2009 「紀念六四20週年」遊行直幡。

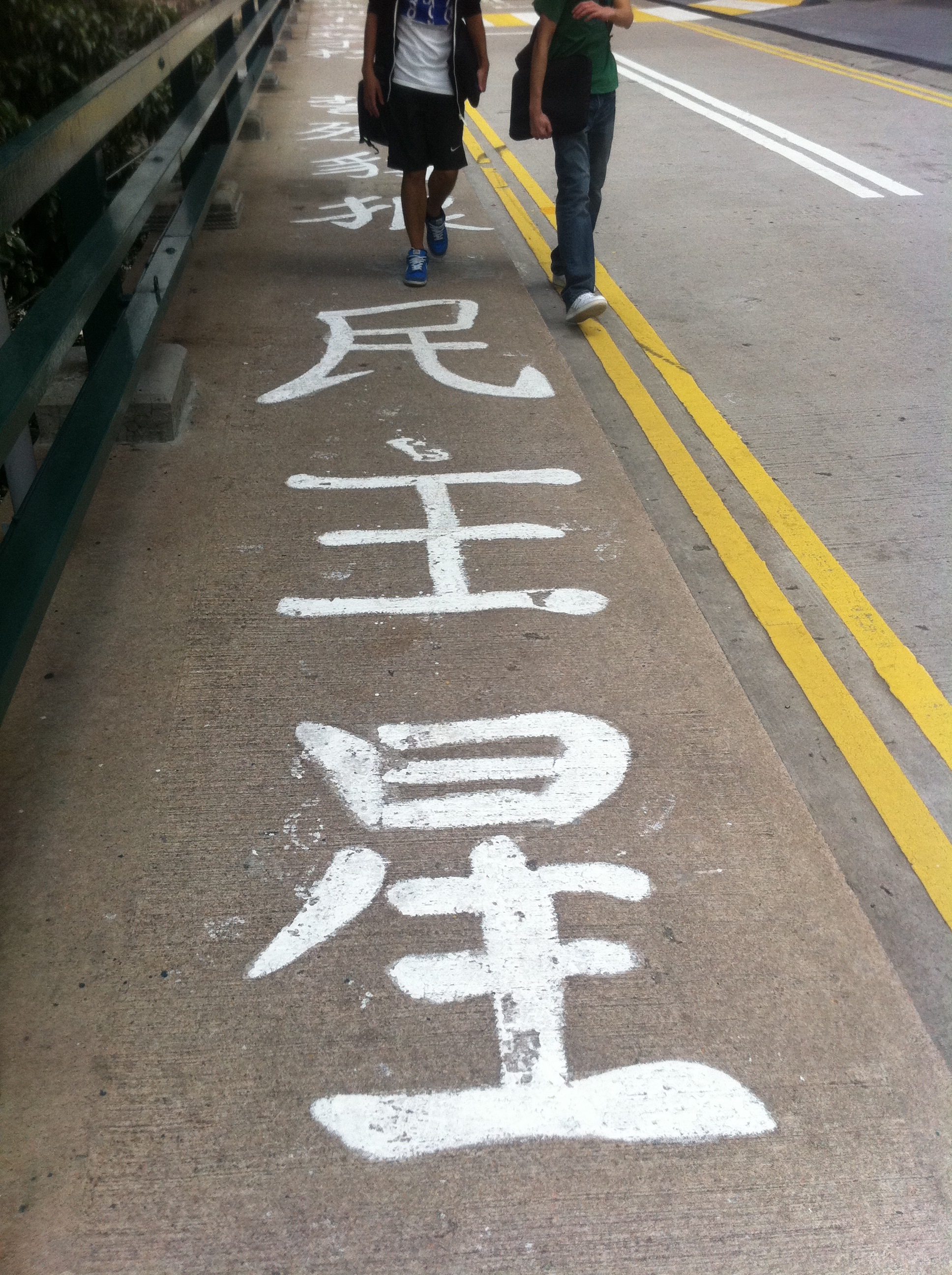
每年在6月4日在香港大學的太古橋上.

1989年6月4日，大屠殺發生後，香港大學的學生們在香港大學太古橋的黑色直幡，並用白色塗上一句「冷血屠城烈士英魂不朽 誓殲豺狼民主星火不滅」以表示對民主的支持並譴責中國政府。儘管黑色的直幡僅懸掛了一天，但從布織物上滲過底並留在橋上的白色油漆成為直幡存在的歷史產物。此後，香港大學的學生每年直接重新將白色油漆在粉刷這二十個單詞。這可能是香港第一幅抗議直幡。隨著時間的流逝，香港每年的6月4日總會在晚上在維多利亞公園舉行紀念晚會。6月4日之前的周末，或者如果6月4日在周末，便會有大規模的遊行集會。 2020年，香港當局首次以健康為由拒絕了這一守夜，後來又以非法聚會而逮捕了許多人。

### 2007 皇后碼頭保育運動

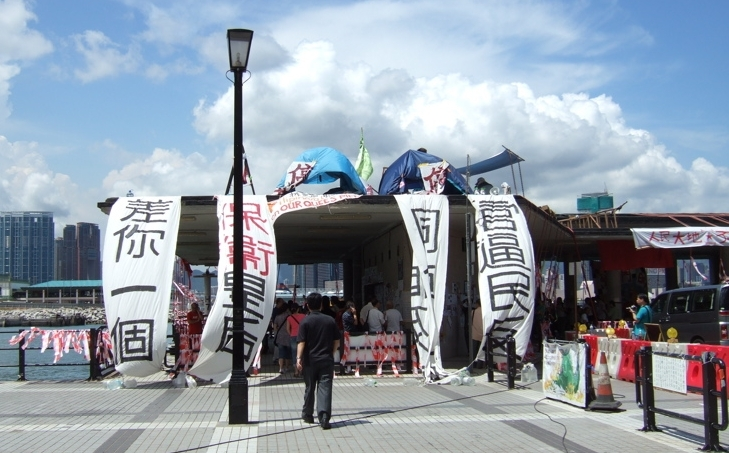
2007 皇后碼頭保育

數百名香港市民嘗試阻止香港政府對英國殖民遺跡皇后碼頭的拆除。 除了絕食持續數天，抗爭者爬上碼頭頂部上懸掛四幅白色的直幡。直幡寫了「差你一個」，「保衛皇后」，「同佢死過」，「官逼民反」。這項保存運動被認為是香港本地運動的誕生，因為年輕的香港市民更多地將自己視為獨立的香港人。

### 2007 香港中文大學畢業典禮
2007年12月6日，在香港中文大學大樓的頂層掛了一對直幡，寫了「董建華禍港殃民有博士 劉遵義求榮賣校無良知」，抗議當時的香港行政長官董建華被中大校長劉遵義授予榮譽博士學位。

### 2014年新界東北發展抗議
原居民和環保團體抗議政府缺乏與新界東北原居民的協商，以及在這項新的住房開發提案中缺乏香港生態和文化保護的抗議。 此外，立法會預算委員會在未遵循適當程序的情況下通過了預算提案， 引起了數千香港居民的憤怒。原居民張貴財和社運人士周諾恆兩個爬上人行天橋頂部懸掛四幅直幡，直幡上面懸掛著50,000個紅色的簽名。 後來張貴財因不遵守行政命令而被罰款一千港元，而且可能是第一位因掛直幡而被罰款的香港市民。

### 2014年9月22日，大學罷課

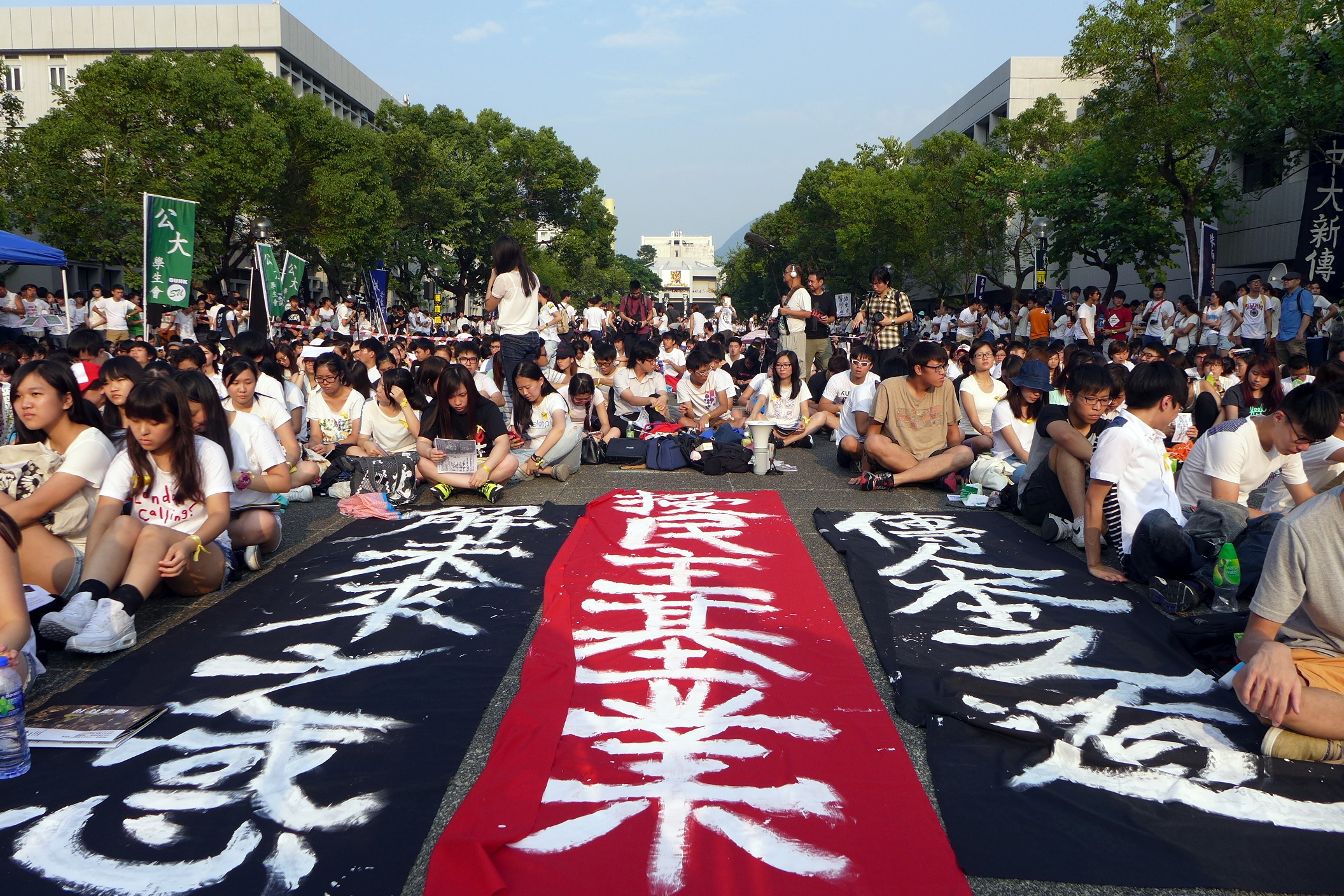
2014年9月22日. 中文大學.

為表達對北京人大在8月31日决定的不滿，超過13,000名大學生聚集在香港中文大學罷課，要求普選和民主。其他要求包括，社會不平等加劇，增加政府透明度和官員的責任感。這次學生罷課得到了大學教授的支持，但香港政府繼續無視他們的要求，三個星期後是次罷課將演變成2014年的雨傘運動。2014年9月22日香港中文大學的中庭垂直懸掛著兩幅黑色直幡:「抗命捉緊命運 罷課事在必行」。在香港中文大學的抗議場地上看到的兩幅黑色和一幅紅色用白色油漆寫成的直幡：「傳人本之道」「授民主基業」「解末來之惑」。

## 2014 雨傘運動

### 9月– 11月, 2014  夏慤道, 金鐘

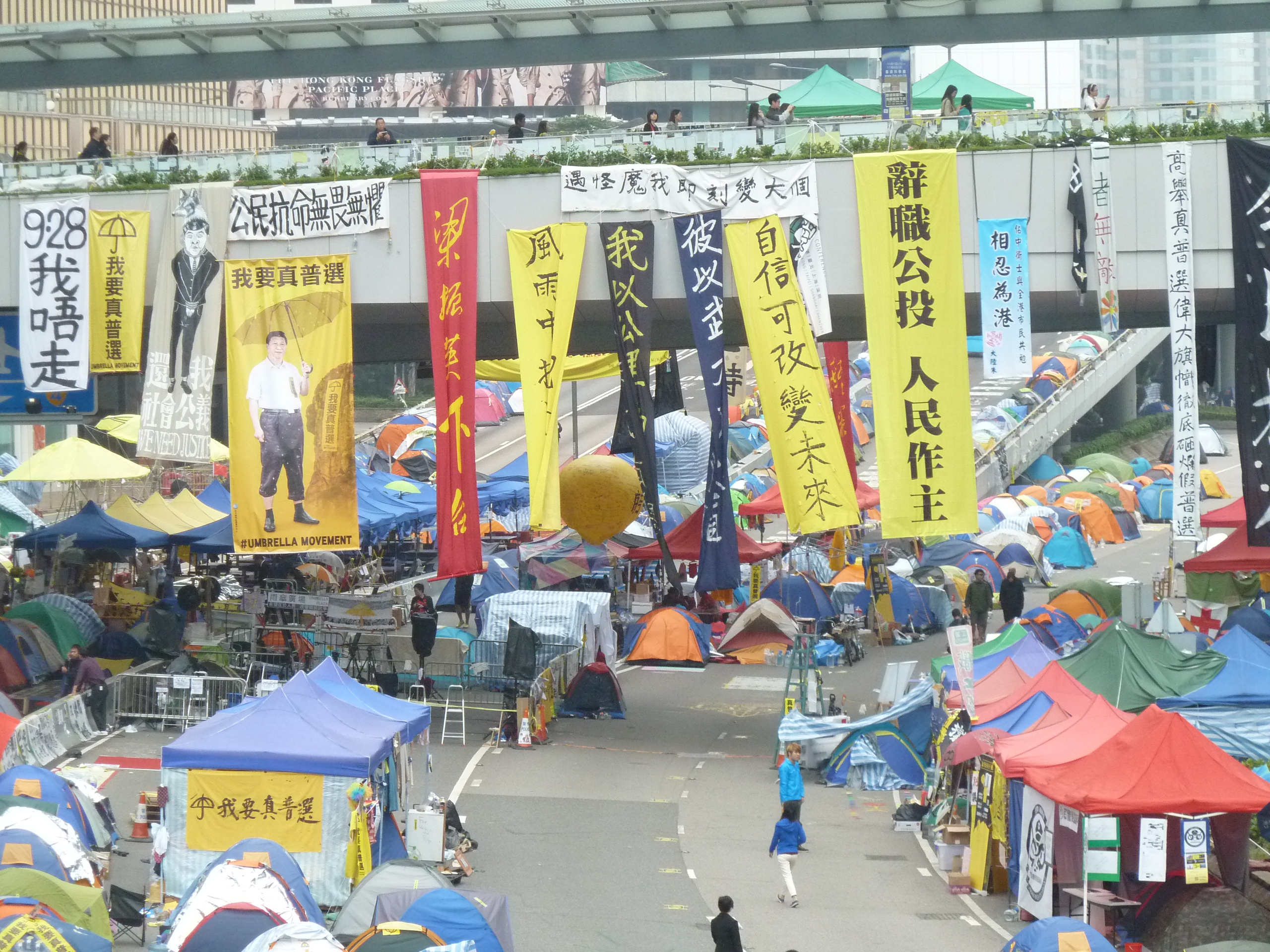
直幡懸掛在垂直於夏慤道的人行天橋上。2014 雨傘運動。

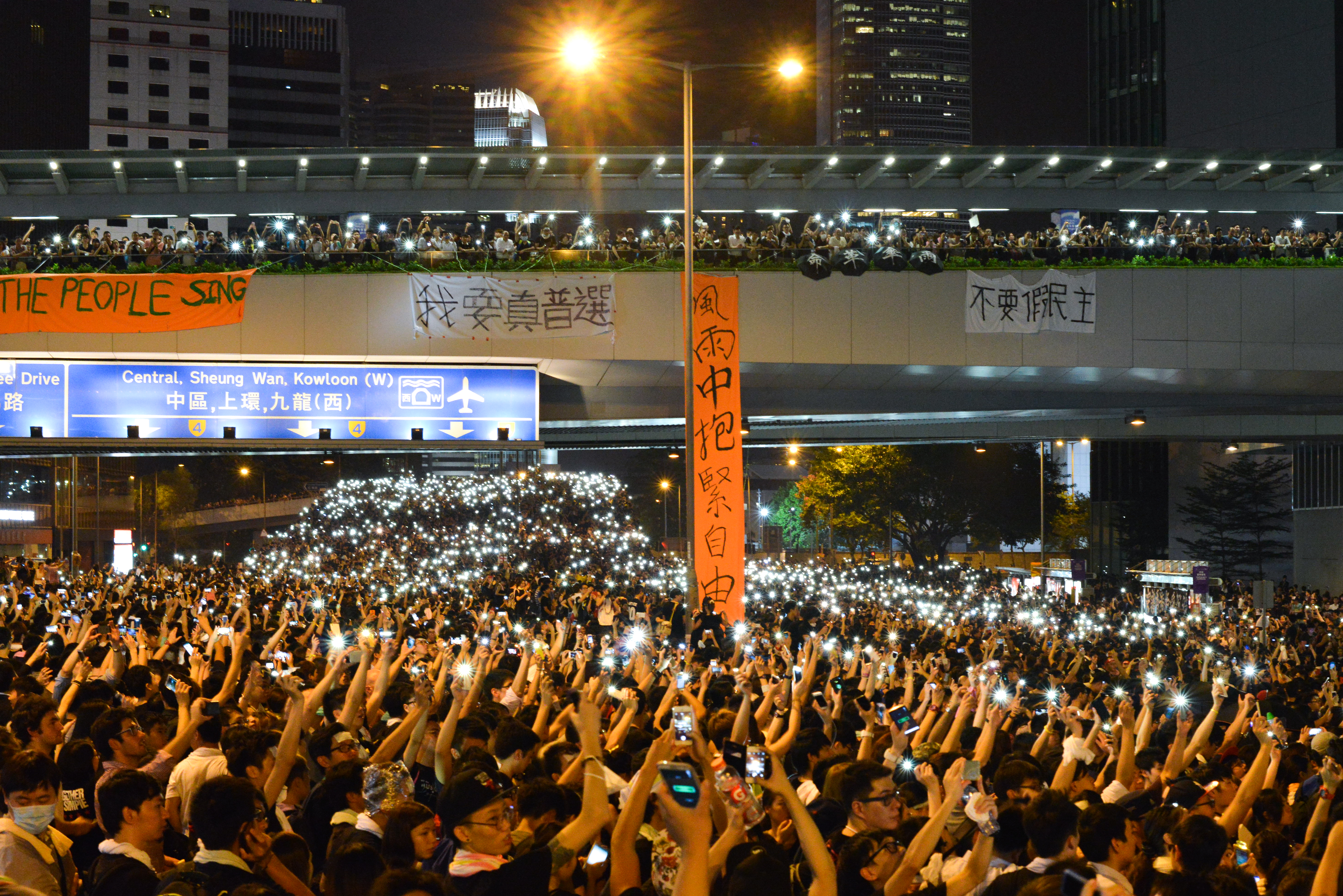
Beyond歌曲海闊天空「風雨中抱緊自由」9月30日, 2014.

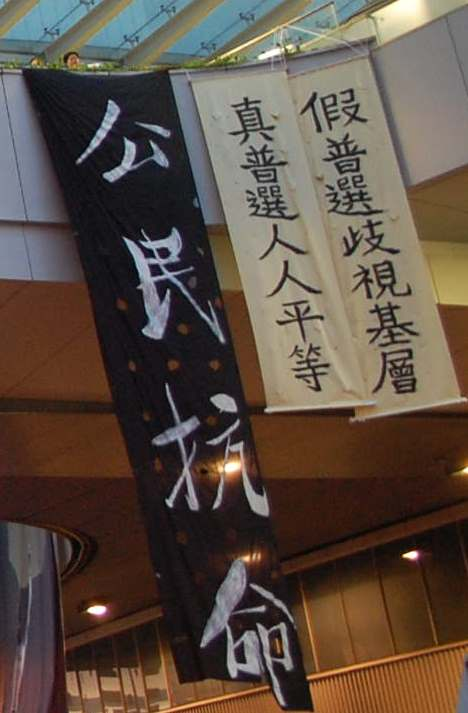
10月22日, 2014.金鐘.

在79天的雨傘運動期間與政府對峙時，金鐘的大部分地區都已封路，並有許多直幡懸掛在垂直於夏慤道的人行天橋上。其中一幅是Beyond歌曲「海闊天空」的歌詞:「風雨中抱緊自由」。

### 10月22日, 2014 獅子山

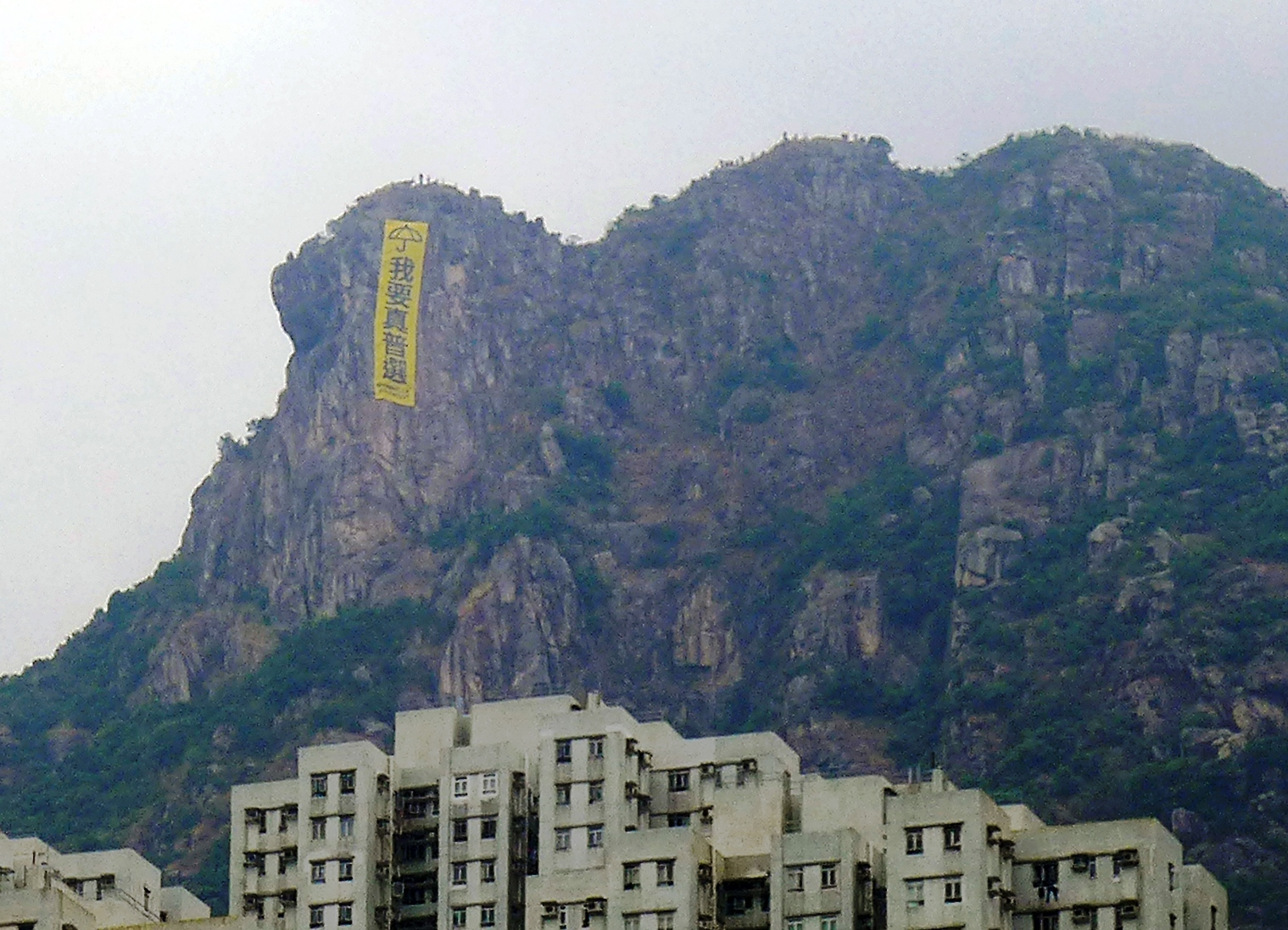
10月22日, 2014 獅子山

這是被公認在香港懸掛的第一宗有記錄的山頂直幡。 一個名為「 Hong Kong Spidie」的攀岩小組聲稱懸掛28米長寫著「我要真普選」的黃底黑字雨傘符號直幡 。 攀岩小組的負責人 Andreas 在接受采訪時會穿著蜘蛛俠的服裝，聲稱蜘蛛俠的角色象徵著一個正常的少年，為改善社會做出了善舉。 該小組於當天上午在YouTube上發布了兩段短片：一個是宣言短片，解釋了獅子山作為香港獅子山精神的攀登地點。 另一個短片是幕後錄製，其中記錄了攀登準備，岩石上的實際下降以及直幡的卷開。

### 10月27-28日, 2014 香港大學及香港中文大學
香港大學校園內和香港中文大學太子醫院的醫務人員宿舍樓外發現懸掛了黃底黑字「我要真普選」口號的直幡。

### 11月1日, 2014 飛鵝山及大埔

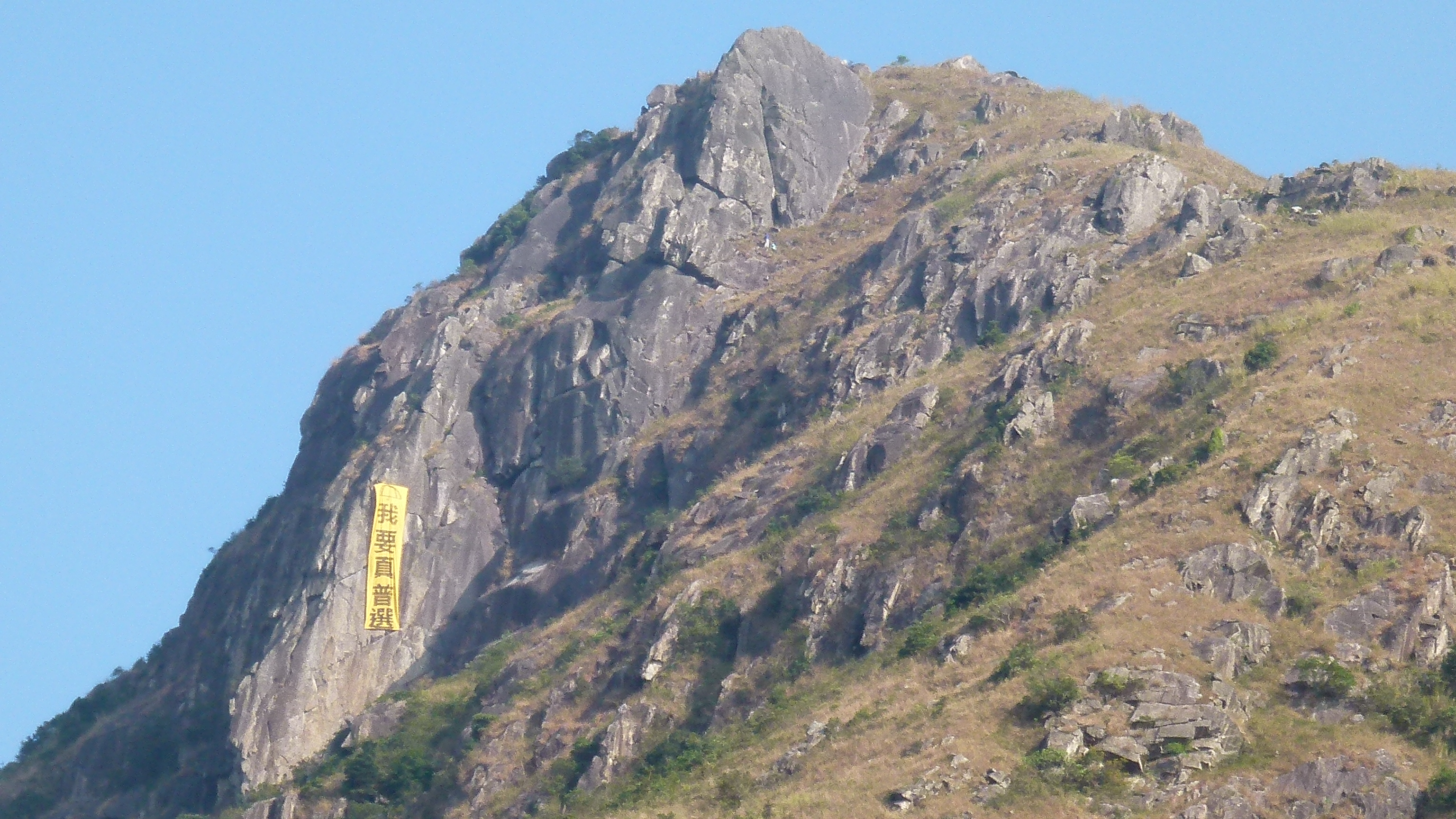
黃底黑字「我要真普選#Umbrella Movement」11月1日, 2014. 飛鵝山.

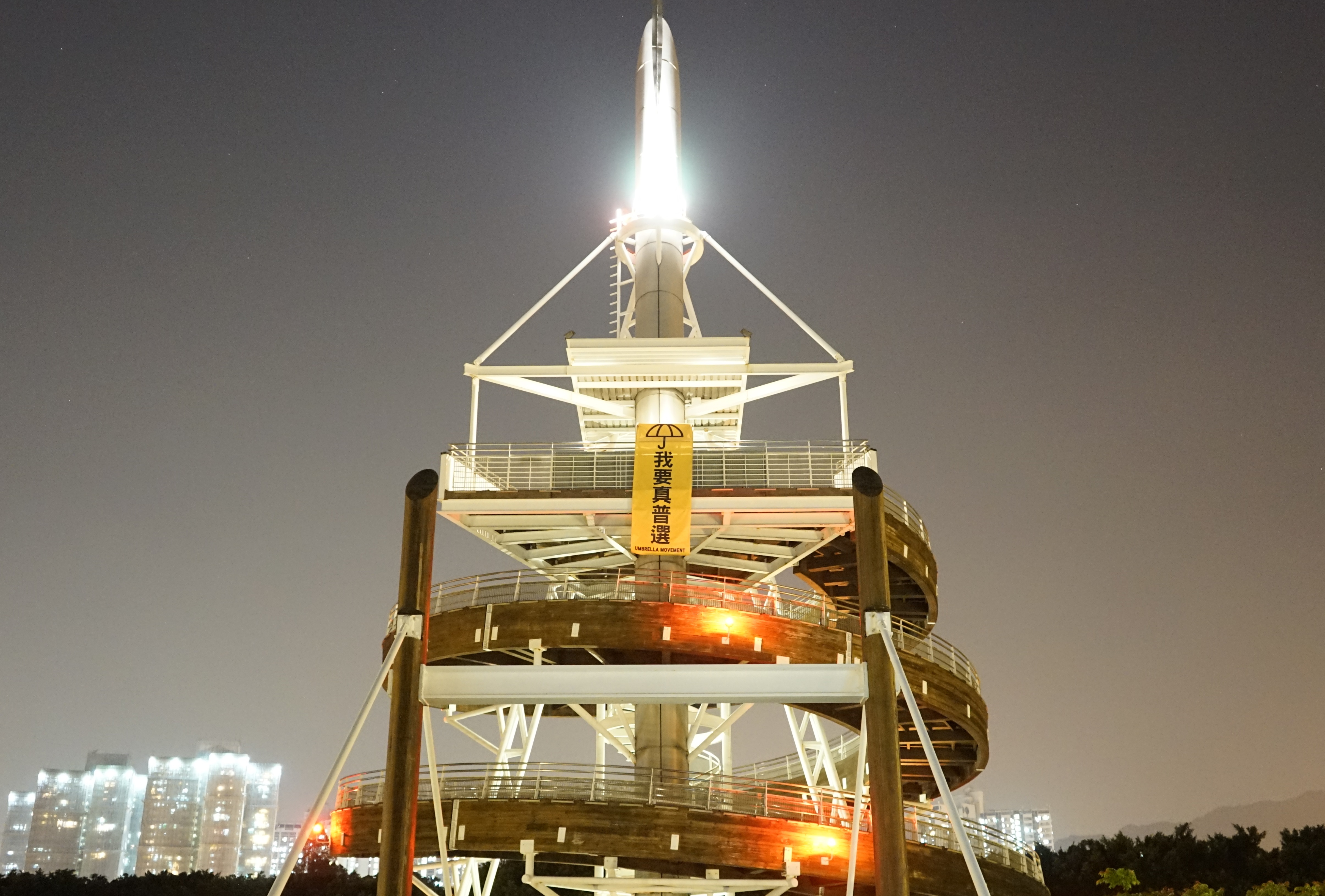
黃底黑字「我要真普選#Umbrella Movement」11月1日, 2014. 大埔.

黃底黑字「我要真普選#Umbrella Movement」直幡被發現懸掛在飛鵝山及大埔 。 

### 11月3日, 2014 壹傳媒有限公司 將軍澳
壹傳媒有限公司《蘋果日報》總部大樓上掛了「我要真普選」直幡 。 這幅直幡是由報紙工作人員捐款資助的。

### 12月9-11日, 2014  夏慤道, 金鐘

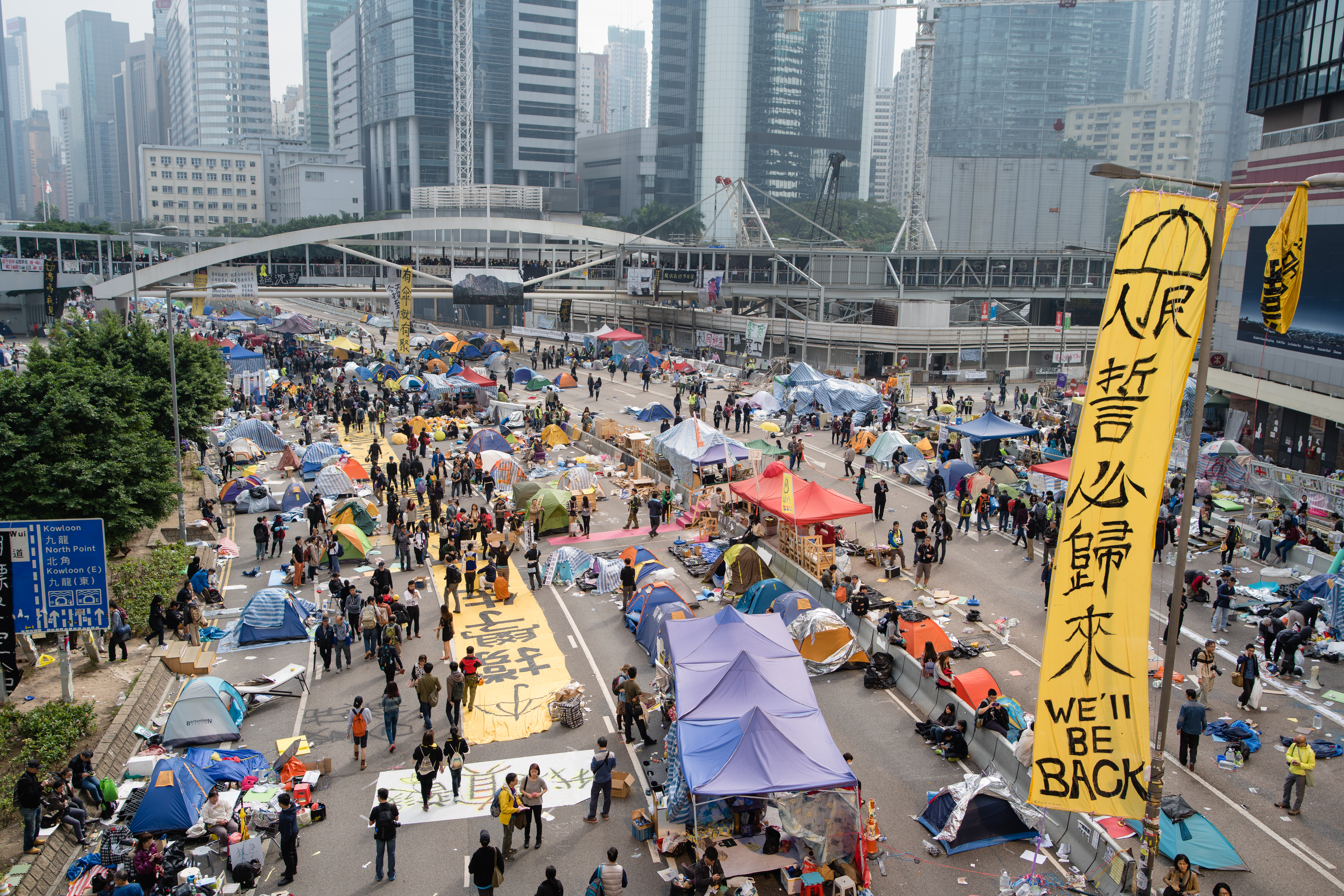
「人民誓必歸來」 12月11日, 2014

在雨傘運動的最後幾天，兩幅超大的黃底黑字直幡，寫了「人民誓必歸來」及「撑學生」。 四天後，香港政府收回了三個被佔領的地點，並宣布結束了為期79天的運動。

### 12月13日, 2014 獅子山 ,  魔鬼山
雨傘運動結束後的兩天， 香港市民目睹了兩幅直幡。 在獅子山發現的一幅寫了「CY下台」，指的是當時的香港首席執行官梁振英（CY Leung）。而在魔鬼山發現的一幅寫了「我要真普選」。

## 後雨傘時期
雨傘運動結束後，許多香港市民感到失落。 許多被當時社會認為的激進分子亦因暴動罪而被捕入獄。2016年的旺角“魚丸革命”，標誌著港市民在民主和真普選之路爭取了近20年。中國和香港政府更取消多位民選立法會議員的資格。 每年參加“六四”天安門紀念活動的年輕人亦越來越少。  然而，山頂的直幡懸掛活動仍然繼續。 

### 2014

#### 12月15日, 2014 太平山
雨傘運動結束後的第四日，兩幅直幡分別被懸掛在港島的太平山頂及九龍。 在太平山頂發現的一幅是黃底黑字雨傘符號「勿忘初衷」。 另一方面，九龍的直幡並沒有被消防員找到。

#### 12月28日, 2014 魔鬼山
在魔鬼山上發現一幅二十米長的黃色「香港加油」直幡。

### 2015

#### 6月23日, 2015 港澳客輪碼頭
一名男子爬上連接港澳客輪碼頭和信德中心的人行天橋的頂部，並懸掛黑色和紅色字體的白色直幡。 該名男子指責一家澳門公司和房地產開發商存在欺詐行為。

#### 9月28日, 2015 獅子山
在紀念傘運動一周年之際，香港市民看到了一幅黃色的直幡懸掛在獅子山上，上面寫著「毋忘初衷」。

### 2016

#### 3月19日, 2016 香港高鐵西九龍站
隨著第6年高鐵項目的進行，數十億元的超額預算和數年的延誤，反高鐵的社運人士爬上了位於建築地盤的一台起重機懸掛兩幅直幡:「反一地兩檢」及「停建高鐵」。

#### 5月17日, 2016 筆架山, 將軍澳, 青衣, 及 大嶼山
張德江是雨傘運動結束以來首位訪港的北京人物。為期三天的訪問期間至少有四幅直幡反映了香港對中國的訴求。在將軍澳的一個住宅單位中放出了一幅較小的黃底黑字「我要真普選」直幡。另外 ，儘管有報告稱警察為防止市民懸掛直幡而在獅子山上徹夜露營，但社民連仍然在靠近獅子山的筆架山上懸掛了更大的黃底黑字「我要真普選」直幡並稱其為送張德江的「紀念品」。社民連亦在香港國際機場附近豎起了第二幅直幡，作為對張德江的歡迎。這面橫幅是黑底白字直幡寫著「結束中共專政」。官方車隊繼續由機場駛入市區時更看到黑色的「撤回八三一決定」和「全國落實普選」直幡飄揚在青馬大橋。

#### 6月3日, 2016 筆架山
六四前夕，社會民主連線在筆架山掛了一幅白底黑字，示為「毋忘六四維園見」的直幡，呼籲香港市民記住六四天安門事件。

#### 7月13日, 2016 香港樹仁大學
香港樹仁大學在高中畢業生開始申請大學錄取時，被發現建築物及校園周圍的路燈柱上被懸掛著多幅藍底紅字寫著「入樹仁悔終生」的直幡。

#### 9月28日, 2016 魔鬼山
在雨傘運動兩週年之際，社會民主連線在魔鬼山懸掛了一幅6米長 的「我要真普選」直幡。

#### 10月1日, 2016 大學大專校園
10月1日是中國的國慶日，在香港也是公眾假期。 然而，今天香港每所大學都出現了一幅紅底白字中英文的「香港獨立」直幡。 據報，共有15個大學大專看到了這些直幡，甚至有「香港民族黨」直幡，似乎對此舉負責。 大學很快拆除了直幡，並且沒有對那些豎起直幡的人採取任何行動。 兩年後，即2018年國慶節前夕，香港政府以國家安全威脅為由禁止了香港民族黨。

#### 11月24日, 2016 嶺南大學
畢業前夕，嶺南大學的學生掛了一幅「大學自治，天經地義」直幡，抗議學生在任何大學事務中都沒有發言權，以及香港行政長官在大學事務中的權力。 學生要求還大學終止現任校董會，並罷免香港行政長官為校董。  直幡為黑底白字，懸掛在校園主中庭。 

### 2017

#### 7月1日, 15日, 2017  銅鑼灣

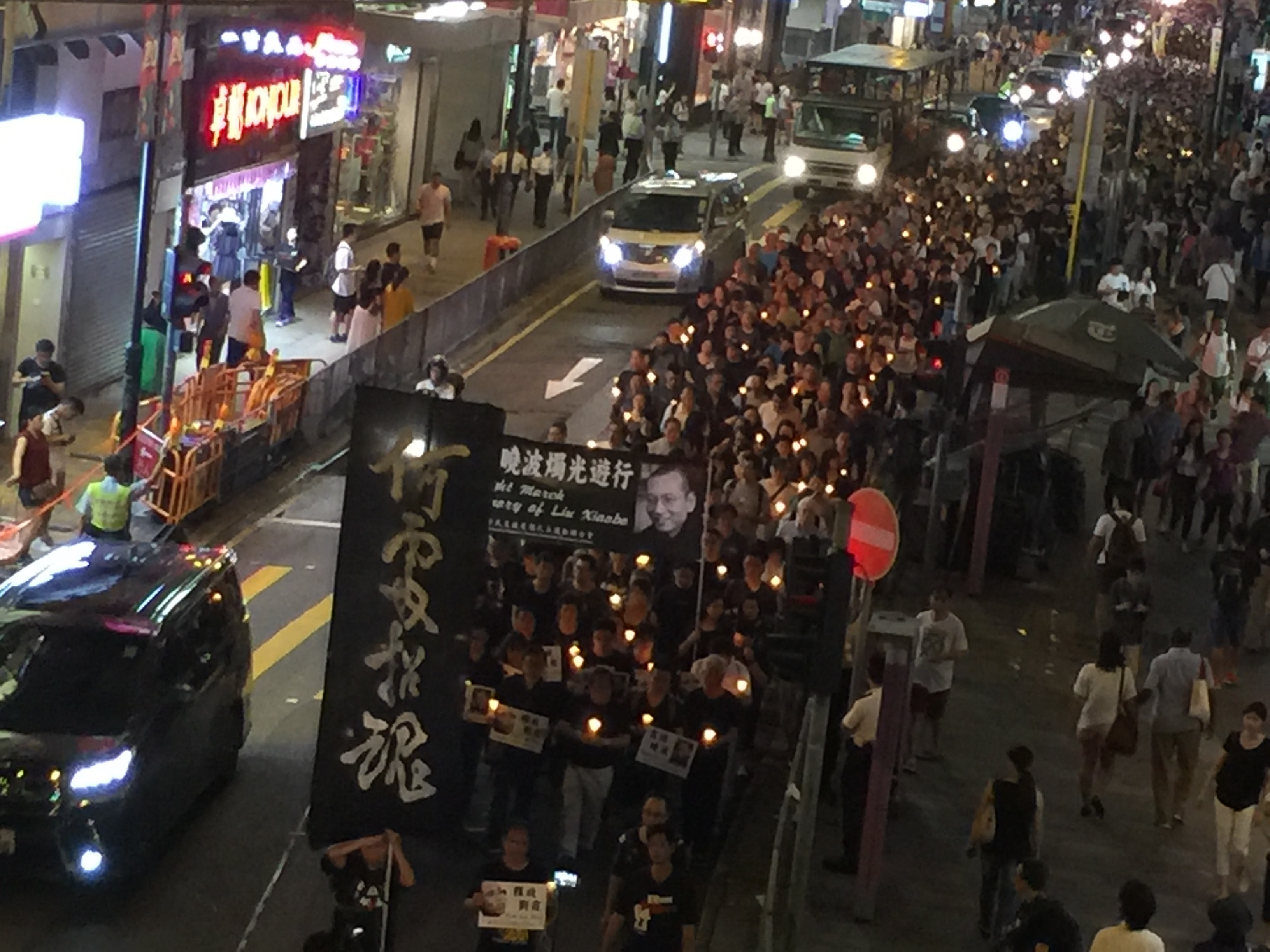
連日來在北京駐港機構中聯辦前設祭壇供民眾獻花及弔唁中國諾貝爾和平獎得主劉曉波的支聯會，7月15日晚發起燭光遊行悼念週四病逝的劉曉波，並強烈要求中國當局讓劉曉波的妻子劉霞真正自由。 港人燭光遊行至中聯辦悼念劉曉波（美國之音海彥拍攝）2017年7月15日

在年輕的香港人要求自決和香港獨立之際，老一輩的香港人則繼續要求真普選和中國政權釋放中國民運人士和2010年諾貝爾和平獎獲得者劉曉波。在今年的7月1日大規模抗議活動高舉的直幡，上面塗著劉曉波的臉和寫著「立即釋放劉曉波」。 13天后，即2017年7月13日，劉在監獄中去世。 兩天后，上百香港市民走上街頭紀念劉曉波的逝世。

#### 8月20日, 2017 灣仔
今天，上千民眾在灣仔聲援三年前因參與雨傘運動而入獄的三名年輕的民運人士, 黃之鋒，周庭，和羅冠聰。 抗議遊行中舉著的黃色直幡寫著「你們令我無懼」。

#### 12月30日, 2017 獅子山
這幅獅子山上的30米黃底黑字直幡寫著 「守護香港」。

#### 12月31日, 2017 筆架山
緊接前一天，又有香港市民在筆架山上懸掛了一幅「守護香港元旦遊行」直幡。 

### 2018

#### 2月5日, 2018 灣仔
這是一幅黑底白字的直幡，是由 Demosisto 掛的，抗議香港政府取消了三名立法會候選人的資格。 直幡上寫著：「不要 DQ，還我選舉權」。

#### 2月11日, 2018 中環
這次抗議遊行志在呼籲香港司法部長鄭若驊下台。 這幅黑底白字的直幡要求「鄭若驊下台」。 要求她辭職的原因包括她對立法會選舉的干預而最終導致多名年輕的民主候選人被取消選舉資格，以及據稱以她名義的非法建築。

#### 3月8日, 2018 筆架山
社會民主連線在筆架山掛了一幅「反DQ齊投票」的直幡。

#### 5月31日, 2018  培正中學
培正中學最近十年一直都有在六四前夕掛上一幅「毋忘六四」的直幡，今年亦不例外 。

#### 9月29日, 2018 筆架山
在雨傘運動四周年之際，筆架山上掛著一個「反23條」長約八米的直幡。

## 2019-20 反對逃犯條例修訂草案運動
雨傘運動六周年之際，香港市民已不再掛「我要真普選」直幡，而是「光復香港 時代革命」及「五大訴求 缺一不可」。

## 國家安全法後
自備受爭議的香港國家安全法制定以來，可能被終身監禁的風險。香港市民的抗議活動頻率和規模都急劇下降， 山頂的直幡抗議也減少了。 越來越多的民運人士逃離香港，越來越多的抗議者，有時甚至是以前被捕的立法者，都被控暴動，等待審判。

### 7月1日, 2020 銅鑼灣, 灣仔

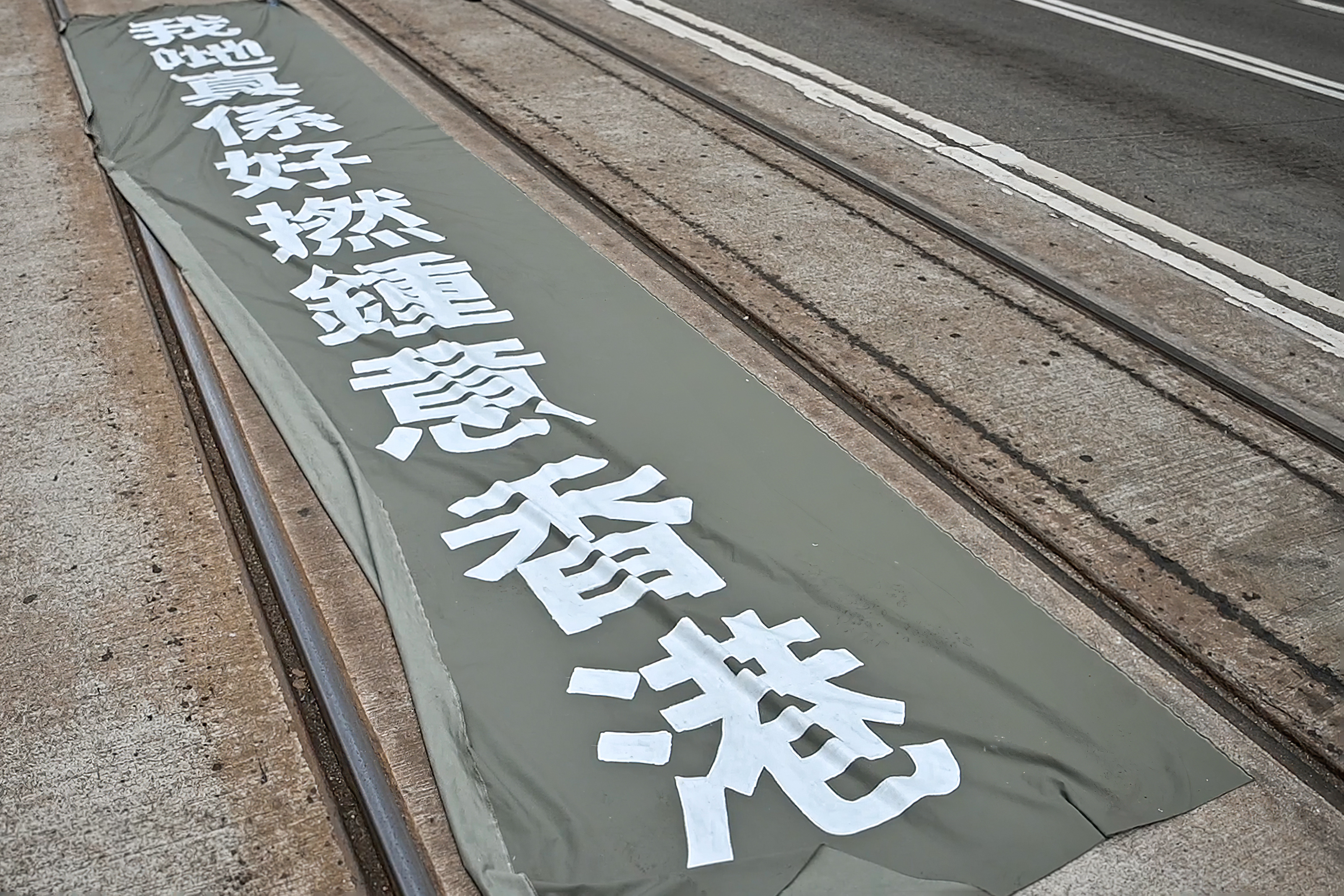
2020年7月1日國家安全法後的第一幅直幡

儘管這次是自2003年以來警方首次拒絕7月1日的集會申請，但仍有超過100,000的香港市民在銅鑼灣和灣仔上街表達對國家安全法和香港自由衰落的不滿。  這幅「我哋真係好撚鍾意香港」直幡是呼籲市民要記住這些抗議活動都源於對香港的熱愛。 此後，許多支持民主的藝術品從這面直幡誕生。

### 9月21日, 2020 魔鬼山
這幅要求政府「立即啟動選舉」的20米長黑底白字直幡是對香港政府決定將立法局選舉推遲一年的決定的回應。

### 9月26日, 2020 筲箕灣
2020年的中秋節恰逢10月1日的中國國慶節，今日有香港市民豎起一幅20米長的黑底白字直幡，呼籲市民“在10月1日「十.一.賀佢老母」。

### 10月7日, 2020 飛鵝山
在中國海警在海上逮捕和拘留12名香港市民的第45天，午夜時分在飛鵝山頂出現了一幅黑底白字的「無理禁錮　釋放12子」直幡。

### 10月20日, 2020 筆架山
筆架山上發現一幅白底黑字的 「國安惡法 自由盡失」直幡。

### 11月12日, 2020 立法會大樓
在剝奪了四名民選民主派議員資格後，整個民主派一致辭職抗議。 立法會大樓內懸掛著一對白色的直幡寫著「林鄭禍港殃民 月娥遺臭萬年」。

### 12月22日, 2020 魔鬼山
有香港市民豎起一幅20米「禁錮黎智英無法無天」的黑底白字直幡。

### 1月23日, 2021 慈雲山
两幅20米的黑底白字直幡「釋放政治犯」及「FREE ALL POLITICAL PRISONERS」。

### 2月6日, 2021 飛鵝山
一幅10米的黑底白字直幡「蝈安狗吃孩子的血」。